# E. J. Brierre
E. J. Brierre est un constructeur automobile français.

## Production

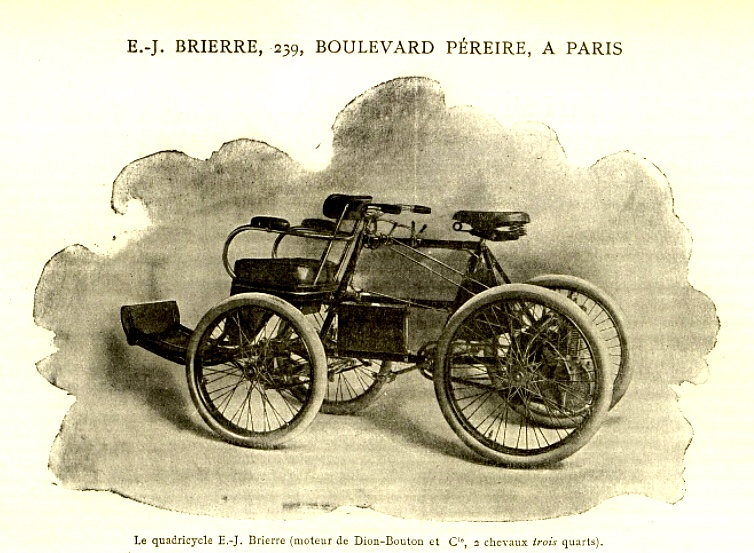
Brierre Quadricycle (1900).

L’entreprise basée à Paris a commencé à produire des automobiles en 1900. Le nom de la marque était Brierre. L’usine était située au 239 Boulevard Pereire. Entre 1900 et 1902 au plus tard, Brierre distribue l’Atlas de Prunel. En 1901, Brierre reprend la distribution de la marque Cottereau pour la région parisienne. Morisse et Huber produisent des moteurs à partir de 1900. En 1901, Morisse approvisionne en moteurs les établissements automobiles E. J. Brierre de Paris. En 1900, la production de la Voiturette commence. Le moteur monocylindre avait une cylindrée de 763 cm3 avec un alésage de 90 mm et une course de 120 mm. La puissance du moteur à quatre temps était de 3,5 ch à 850 tr/min. La boîte de vitesses avait trois vitesses. La vitesse maximale en 1re vitesse était de 12 km/h, en deuxième vitesse de 15 km/h et en troisième vitesse de 35 km/h. Le prix de vente était de 3 200 francs.
La production s’est terminée en 1903.